# Museu de Nós
O Museu de nós (não confundir com o substantivo 'nó' em português) é um museu de antropologia localizado no Balboa Park, em San Diego, Califórnia, instalado nos edifícios históricos do Quadrilátero Californiano.

## História
O museu tem como ponto de partida a Exposição Panamá-Califórnia, inaugurada em 1915 por ocasião da inauguração do Canal do Panamá. A exposição central, "A História do Homem através dos Séculos", foi montada pelo arqueólogo Dr. Edgar Lee Hewett da Escola de Arqueologia Americana (posteriormente renomeada Escola de Pesquisa Americana e, desde 2007, Escola de Pesquisa Avançada). Hewett organizou expedições para coletar cerâmica pré-colombiana do sudoeste dos Eatados Unidos e para a Guatemala em busca de objetos e reproduções de monumentos da civilização maia. Os materiais foram coletados em expedições enviadas pelo antropólogo Aleš Hrdlička, da Smithsonian Institution, que coletou moldes e espécimes da África, da Sibéria, do Alasca e do Sudeste Asiático. Restos osteológicos e crânios trepanados de sítios peruanos também foram obtidos.
Um grupo liderado por George Marston formou a Associação do Museu de San Diego para manter a coleção e convertê-la em um museu permanente, com o Dr. Hewett se tornando o primeiro diretor. Adições notáveis à coleção do museu após a exposição incluíram a Coleção de Armas Jessop e uma coleção rara de artefatos da antiga cidade egípcia de Amarna, doados por Ellen Browning Scripps e pela Egypt Exploration Society.
Entre 1935 e 1936, o nome do museu mudou para Palácio da Ciência para corresponder à Exposição Internacional Califórnia-Pacífico. Durante este evento, o museu abrigou exposições especiais de diversas fontes, como a exposição de Monte Albán, que apresentou muitos artefatos emprestados pelo governo mexicano.
Em 1942, o museu mudou de nome para Museu do Homem, refletindo seu comprometimento com atividades antropológicas. A adição de "San Diego" ocorreu em 1978. Durante a Segunda Guerra Mundial, o museu foi adaptado para ser usado como hospital militar, o que exigiu o armazenamento temporário de suas exibições e coleções. Após a guerra, a instituição mudou seu foco para as pessoas das Américas Ocidentais, o que levou a um crescimento significativo em suas coleções entre os anos 1980 e 1990. Atualmente, o acervo do museu compreende quase dois milhões de objetos.
O museu está instalado em quatro edifícios originais da Exposição de 1915. Entre eles estão o Quadriláterio da California, que foi projetado para a Exposição pelo arquiteto americano Bertram G. Goodhue, e a Torre da Califórnia, um dos principais marcos de San Diego. Ambos listados no Registro Nacional de Lugares Históricos. A escultura externa do edifício foi criada pelos irmãos Piccirilli.
O museu principal fica no Edifício Califórnia, com sua torre emblemática. A torre, que permaneceu fechada ao público durante quase 80 anos, reabriu a tempo para o centenário da Exposição Panamá-Califórnia, em 2015. A torre contém um carrilhão e sinos a cada 15 minutos que podem ser ouvidos em todo o Balboa Park.
O museu também ocupa outros três edifícios originais de 1915. Escritórios administrativos e um auditório ficam no Gill Administration Building, a oeste do museu. Originalmente conhecido como Edifício Administrativo do Balboa Park, foi construído em 1911 e projetado pelo arquiteto Irving Gill. Foi o primeiro edifício erguido no Balboa Park. No lado oposto (ao sul) do California Quadrangle, instalado no que era originalmente o Edifício de Belas Artes, fica o Evernham Hall, uma sala de banquetes que também é usada para exposições temporárias. Imediatamente adjacente está a Capela de São Francisco, uma capela de estilo espanhol disponível para eventos privados.
Em 2 de agosto de 2020, após um processo de vários anos e durante uma onda de mudanças de nome feitas por instituições em todo o mundo após o assassinato de George Floyd, o museu mudou oficialmente seu nome para Museu de Nós para estar no espírito de inclusão e descolonização.

## Coleções
Os recursos culturais e as exposições permanentes do museu se concentram na história pré-colombiana das Américas ocidentais, com materiais extraídos de culturas nativas americanas da região do sul da Califórnia e civilizações mesoamericanas, como a maia. Também abriga uma coleção de antiguidades do Egito Antigo, incluindo máscaras funerárias, estatuetas e sete caixões de madeira pintados; uma peça é um caixão de criança ptolomaica — apenas seis outros são conhecidos no mundo todo. O acervo total inclui mais de 100.000 itens etnográficos documentados, 300.000 itens arqueológicos e 25.000 fotografias.

## Na cultura popular
O Edifício Califórnia e sua torre foram usados por Orson Welles como as principais características da fictícia propriedade Xanadu no clássico filme Cidadão Kane.